# Рододендрон
Рододе́ндрон (лат. Rhododéndron) — род растений семейства Вересковые (Ericaceae), по современной классификации включающий около 1 200 видов преимущественно вечнозелёных, полулистопадных и листопадных кустарников, изредка небольших деревьев.
К роду рододендрон относятся широко известные в комнатном и оранжерейном цветоводстве азалии, выделявшиеся ранее некоторыми систематиками в подрод или секцию рода Rhododendron sect. Azaleastrum Maxim.. Также в него включены виды ранее самостоятельного рода Багульник (Ledum). 

## Ботаническое описание

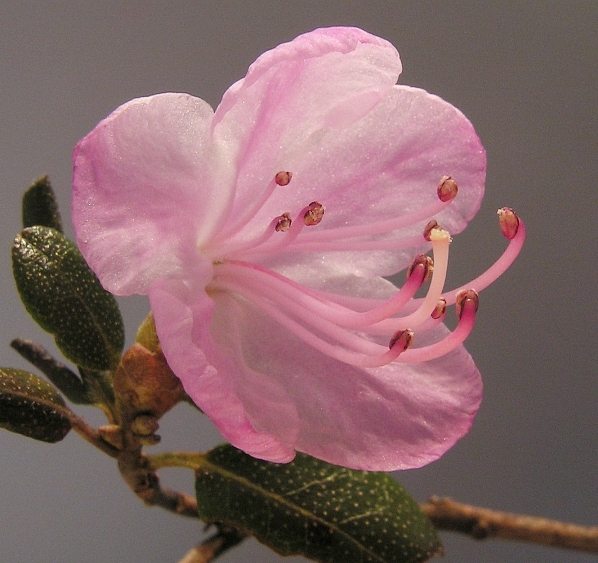
Rhododendron dauricum

Рододендрон представлен деревьями, кустарниками и кустарничками. Растения сильно отличаются по размерам: некоторые виды достигают высоты 30 м, но есть и стелющиеся кустарники.
Листья разнообразные по форме и размеру, многолетние, двулетние или однолетние, сидячие или с черешками, очерёдные, цельнокрайные, реже пильчатые, яйцевидные, обратнояйцевидные, опушённые.
Цветки обоеполые, с крупным, слегка неправильным венчиком жёлтого, розового или пурпурно-фиолетового цвета, собраны в кисти или щитковидные соцветия, реже — одиночные или по два. Размер цветков — от крохотных до имеющих более 20 см в диаметре.
Плод представляет собой пятистворчатую многосемянную коробочку, раскрывающуюся сверху вниз.
Семена палочковидные, от 0,5 до 2 мм в длину.
Растёт рододендрон медленно, особенно в первые годы. Корневая система поверхностная, компактная, из многочисленных мочковатых корней. Размножается семенами, черенками, отводками и делением.
Является хорошим ранневесенним медоносом.

Изменчивость размеров цветков и листьев
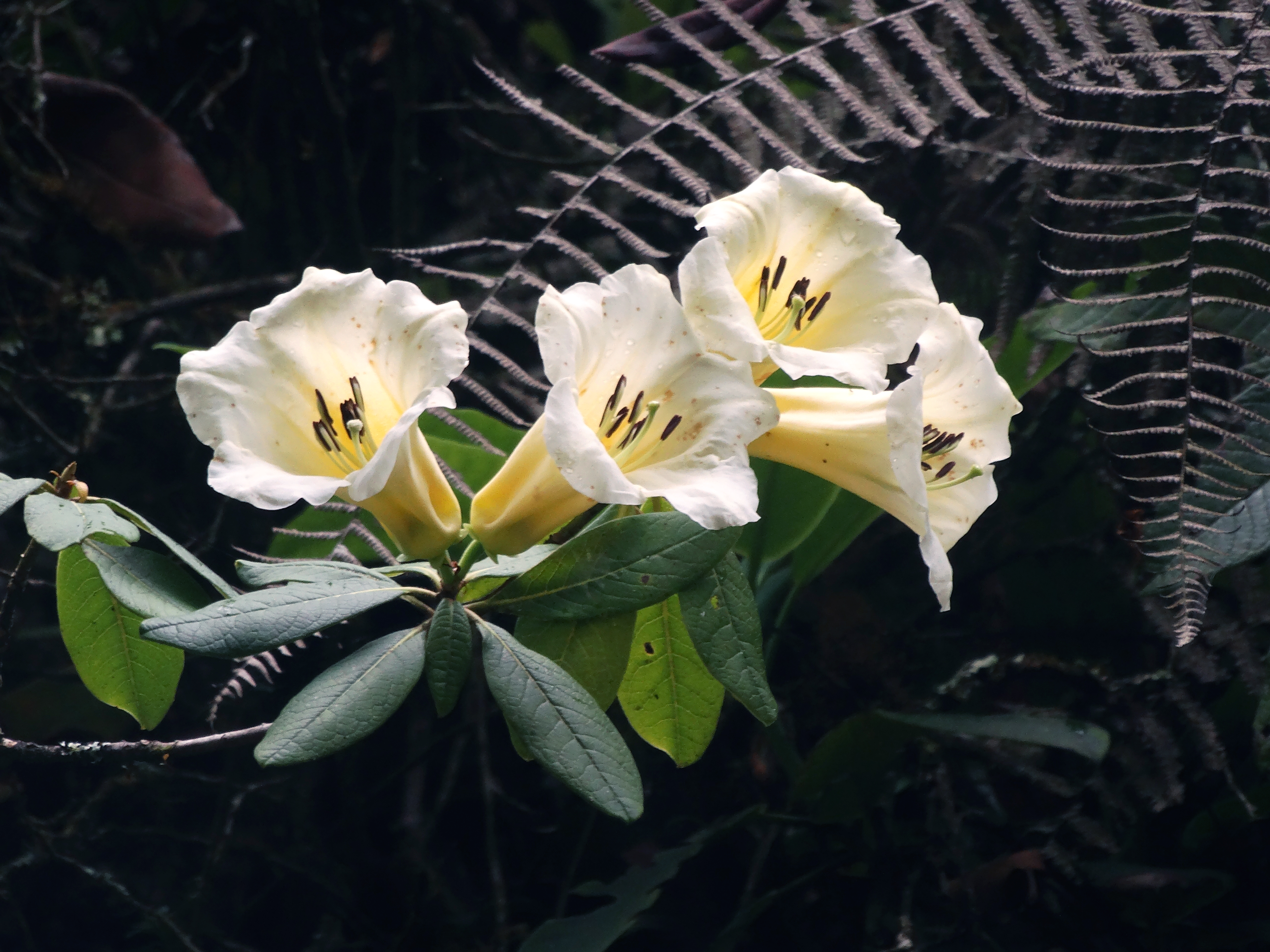
Rhododendron dalhousieae
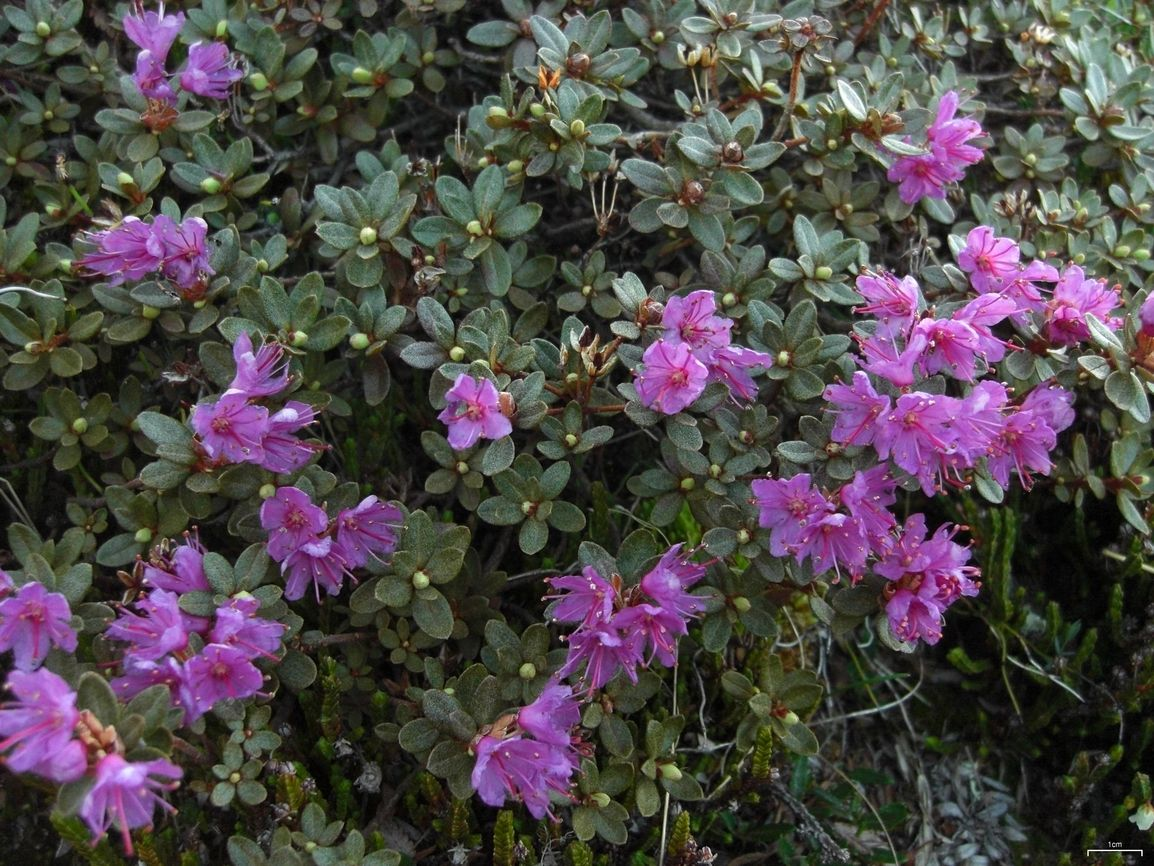
Rhododendron lapponicum
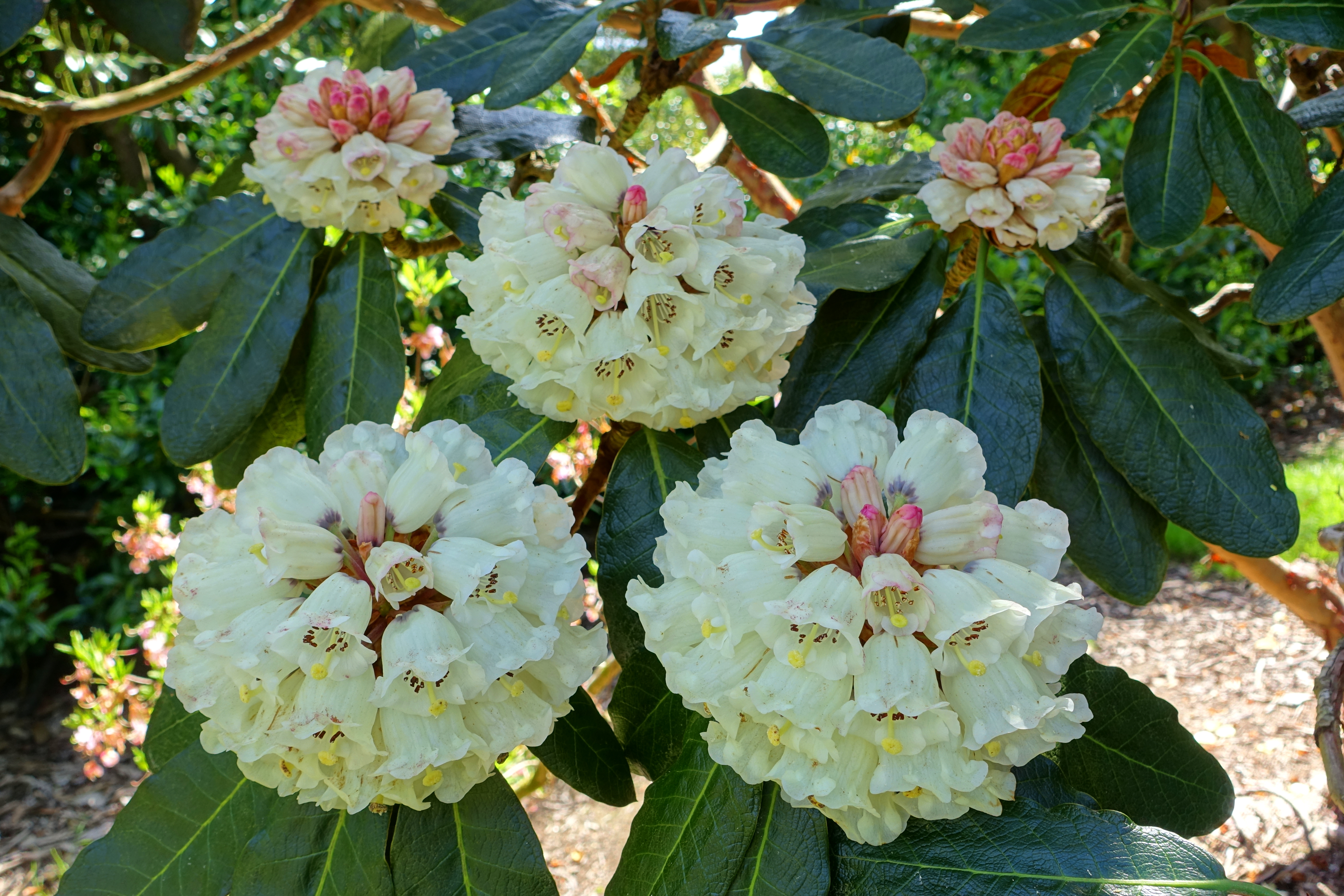
Rhododendron sinogrande

## Распространение

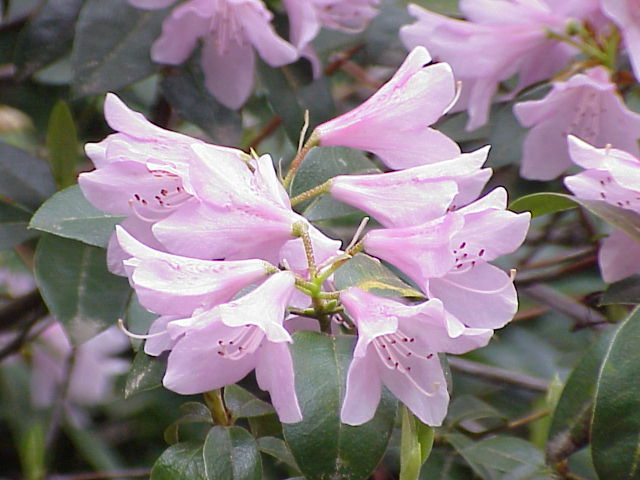
Rhododendron aechmophyllum

Рододендрон возник в палеоцене, как полагают, на территории Северо-Восточной Азии, откуда он мигрировал в Европу, Северную Америку и Южную Азию. Рододендроны распространены главным образом в умеренном и субтропическом поясах Северного полушария. Представители этого рода встречаются также в Южном полушарии: в Новой Гвинее и на северо-востоке Австралии.  В Южной и Северо-Восточной Азии обнаружено 680 видов рододендрона, при этом наибольшее разнообразие видов можно наблюдать в Сино-Тибетских горах (280) и Гималаях (231). Сравнительно богата ими Япония, где встречается свыше 54 видов. На Малайском архипелаге вместе с прилегающими территориями выявлено 312 видов, более половины из которых сосредоточено в Новой Гвинее. 25 видов растёт в Северной Америке. 9 видов рододендрона насчитывается суммарно в Европе, на Кавказе, в Турции и горах Ливана.
В России в естественных условиях встречается до 18 видов (и разновидностей), главным образом на Кавказе (например рододендрон жёлтый и рододендрон кавказский), в Сибири и на Дальнем Востоке. В Центральной России находится естественный ареал только рододендрона войлочного, более известного под устаревшим названием багульник болотный.

## Экология

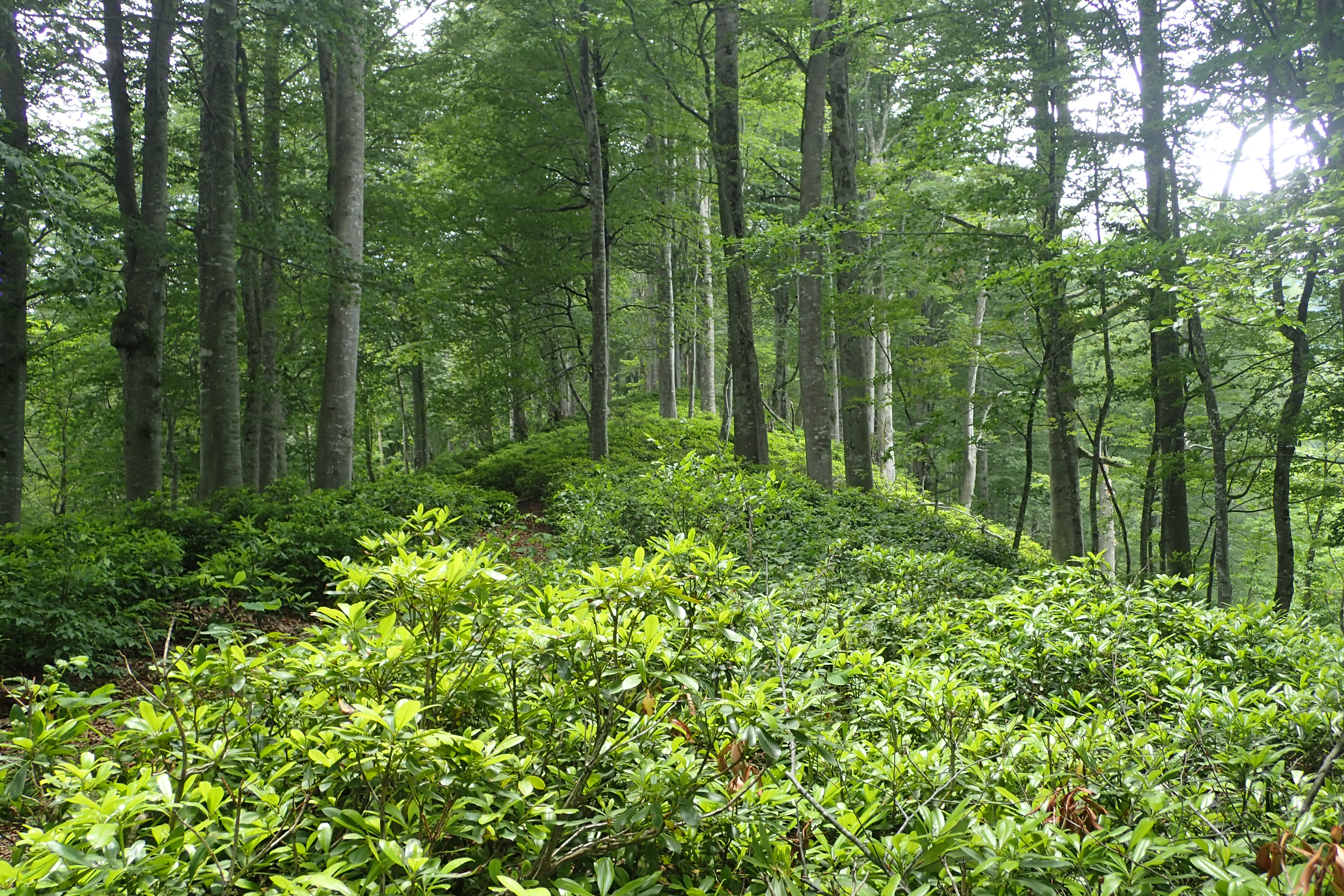
Rhododendron ponticum на фоне букового леса в горах Кавказа

Растёт рододендрон как одиночно, так группами и зарослями, чаще в подлеске, по горным склонам поднимается до альпийского пояса гор. Также растёт на болотах, марях и в тундре. Отсутствует в наиболее засушливых местах (пустынях и степях). 
Примеры видов рододендрона, сопутствующих буку в листопадных и смешанных широколиственных лесах: рододендрон голоцветковый, рододендрон жёлтый, рододендрон понтийский, рододендрон сычуаньский, рододендрон Августина, рододендрон Симса, рододендрон короткоплодный, рододендрон Альбрехта, рододендрон Кемпфера, а также Rhododendron alabamense, Rhododendron canescens, Rhododendron hypoglaucum, Rhododendron ovatum и так далее. Рододендроны понтийский и сычуаньский растут одновременно вместе с буком и хурмой кавказской в составе эвксинских дубово-грабовых лесов и вторичных дубовых лесов хребта Циньлин.
Рододендрон предпочитает безизвестковые, влажные, но хорошо дренированные почвы без застойного увлажнения. Требуется высокая влажность воздуха, небольшое затенение деревьями и кустарниками.

## Химический состав
Кора и листья богаты дубильными веществами.
Многие виды рододендрона — ядовитые растения, во всех их частях содержится андромедотоксин (другие названия вещества — ацетиландромедол, родотоксин). Этот полигидроксилированный циклический дитерпен, который характерен для многих растений семейства Вересковые, относится к нейротоксинам; его токсичность обусловлена тем, что он нарушает работу клеточных рецепторов, сначала он возбуждает центральную нервную систему, а затем её угнетает, что может привести к летальному исходу

## Классификация
Классификация рода периодически пересматривается с появлением новых научных работ. Согласно современной классификации в его состав сейчас включаются ранее самостоятельные роды Азалия (Azalea) и Багульник (Ledum) (в русскоязычной непереводной литературе такой взгляд на классификацию этого рода до настоящего времени (2016 год) не поддерживается).
Граница палеоцена и эоцена ознаменовалась началом деления рододендрона на подроды. Первым обособился подрод Therorhodion L., в состав которого входят рододендрон камчатский и рододендрон Редовского. Эти два вида обладают наибольшим генетическим сходством с общим предком всех рододендронов. Следующими по порядку разошлись подроды: Tsutsusi L., Rhododendron L., Pentanthera L. и Hymenanthes L.. Максимум видообразования пришёлся на подроды: Rhododendron и Hymenanthes.

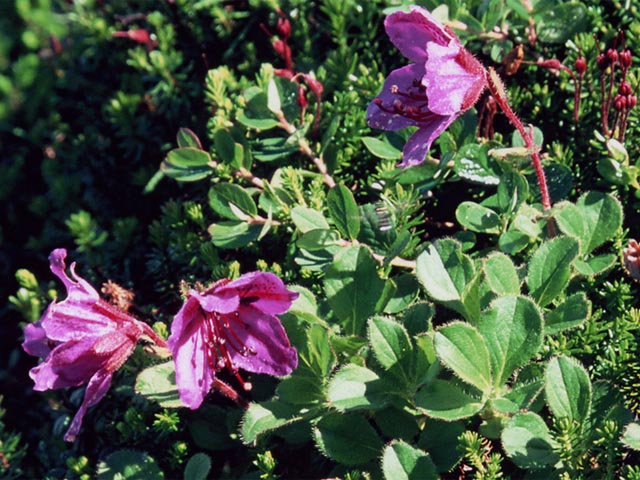
Rhododendron camtschaticum, подрод Therorhodion
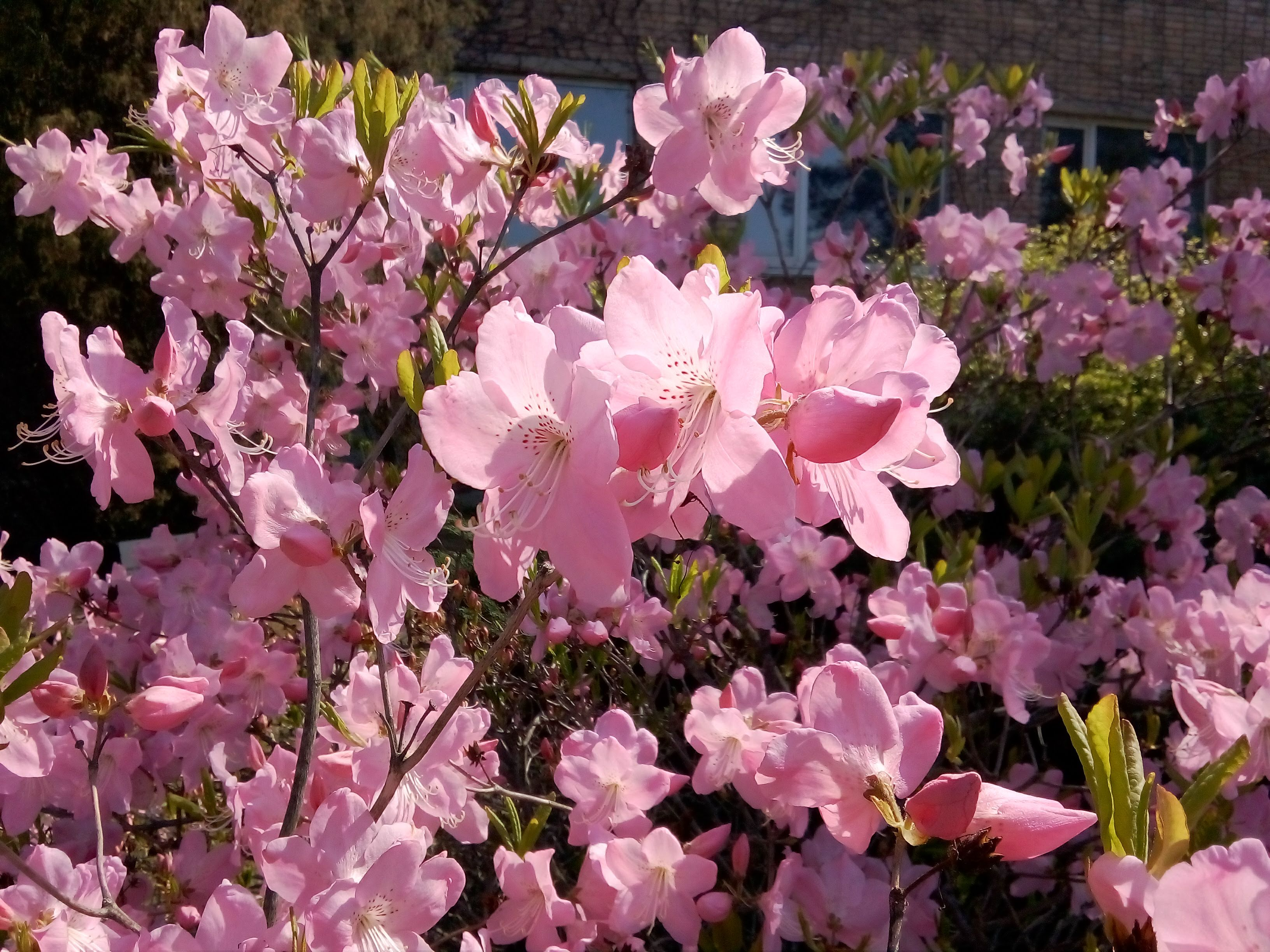
Rhododendron schlippenbachii, подрод Tsutsusi
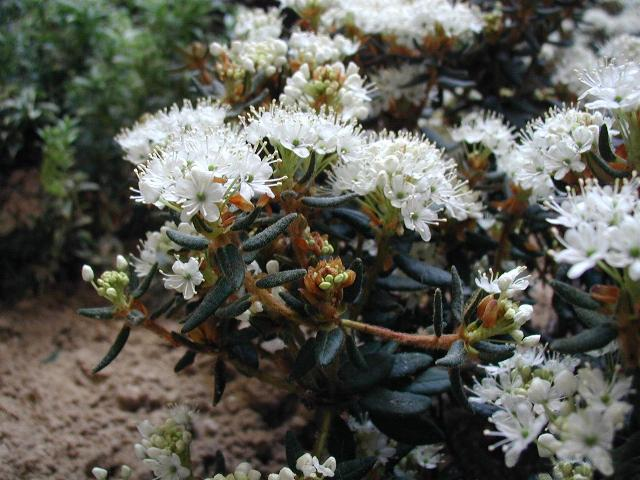
Rhododendron tomentosum, подрод Rhododendron
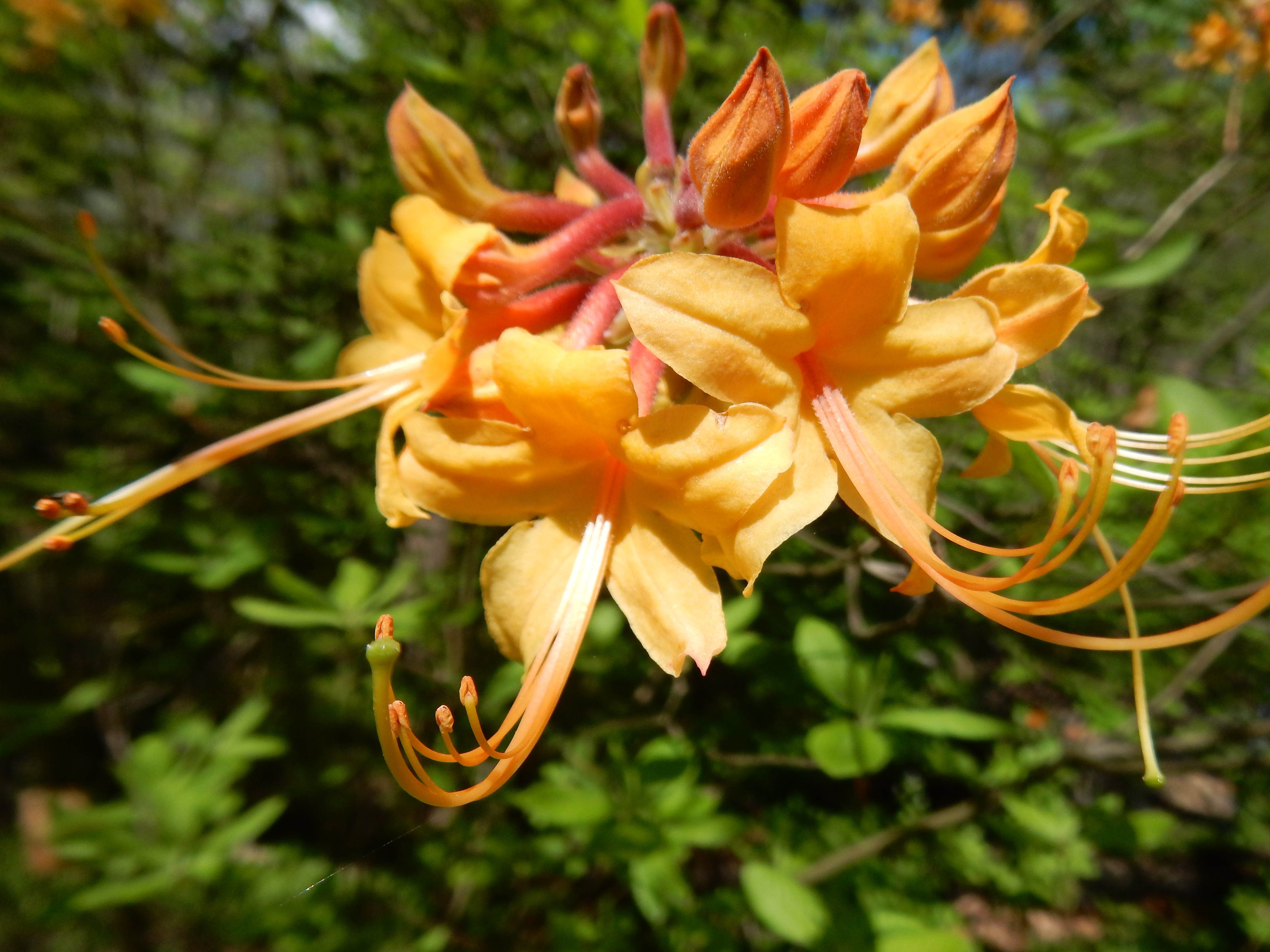
Rhododendron austrinum, подрод Pentanthera
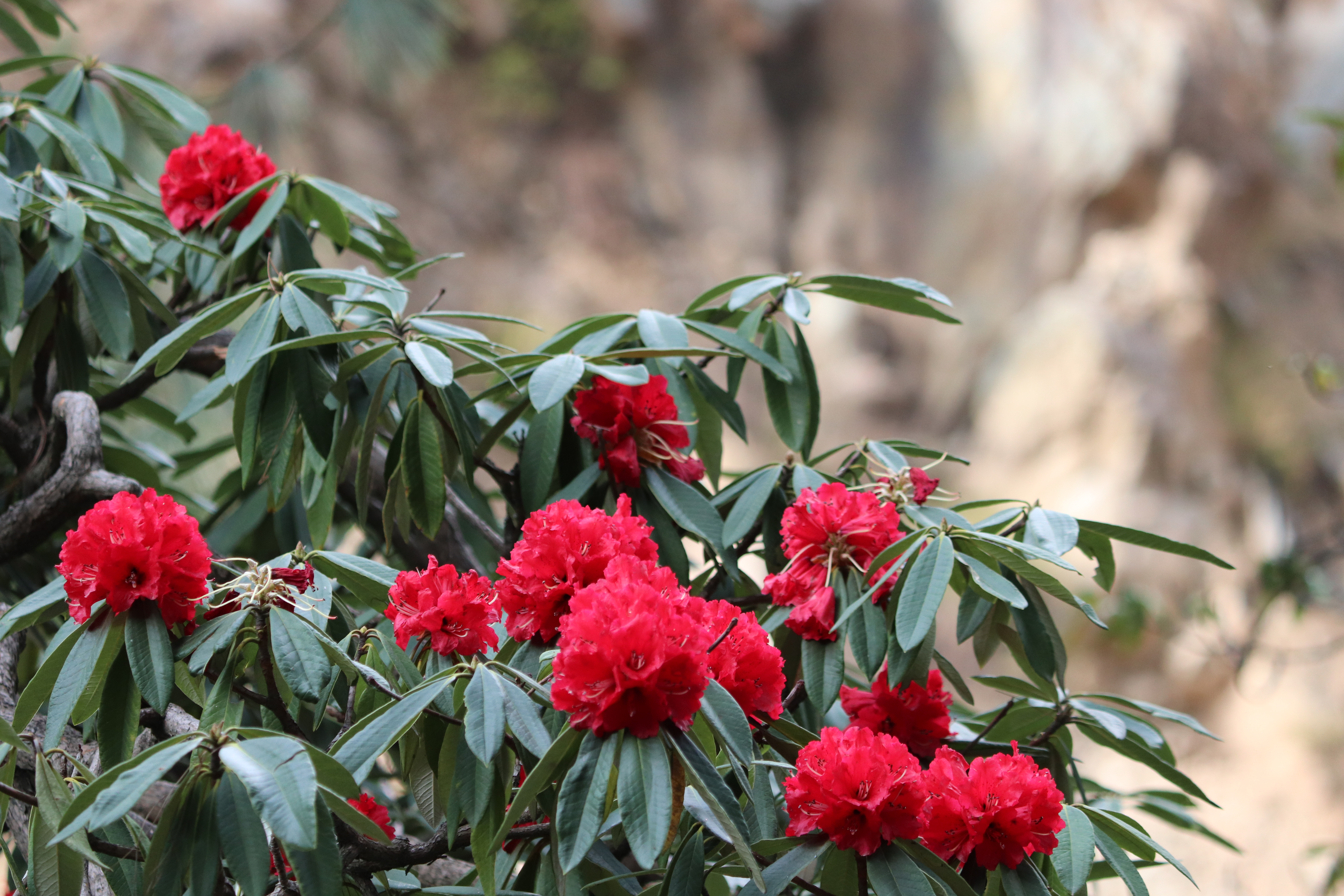
Rhododendron arboreum, подрод Hymenanthes

### Таксономия
Rhododendron L., 1753, Sp. Pl. 1: 392
Род Рододендрон относится к подсемейству Эриковые (Ericoideae) семейства Вересковые (Ericaceae) порядка Верескоцветные (Ericales). Таксономическая схема в соответствии с Системой APG IV по состоянию на декабрь 2023 года:
|  |                                      |  |                                   |                                   |                      |  | ещё 21 семейство |              |                 |                                                                |
|  |                                      |  |                                   |                                   |                      |  |                  |              |                 | 1 195 подтвержденных видов и 65 видов, ожидающих подтверждения |
|  |                                      |  |                                   | порядок Верескоцветные            |                      |  |                  |              | род Рододендрон |                                                                |
|  |                                      |  |                                   | порядок Верескоцветные            |                      |  |                  |              | род Рододендрон |                                                                |
|  | отдел Цветковые, или Покрытосеменные |  |                                   |                                   | семейство Вересковые |  |                  |              |                 |                                                                |
|  | отдел Цветковые, или Покрытосеменные |  |                                   |                                   |                      |  |                  |              |                 |                                                                |
|  |                                      |  | ещё 63 порядка цветковых растений | ещё 63 порядка цветковых растений |                      |  |                  | еще 124 рода | еще 124 рода    |                                                                |
|  |                                      |  |                                   | ещё 63 порядка цветковых растений |                      |  |                  |              | еще 124 рода    |                                                                |

### Виды

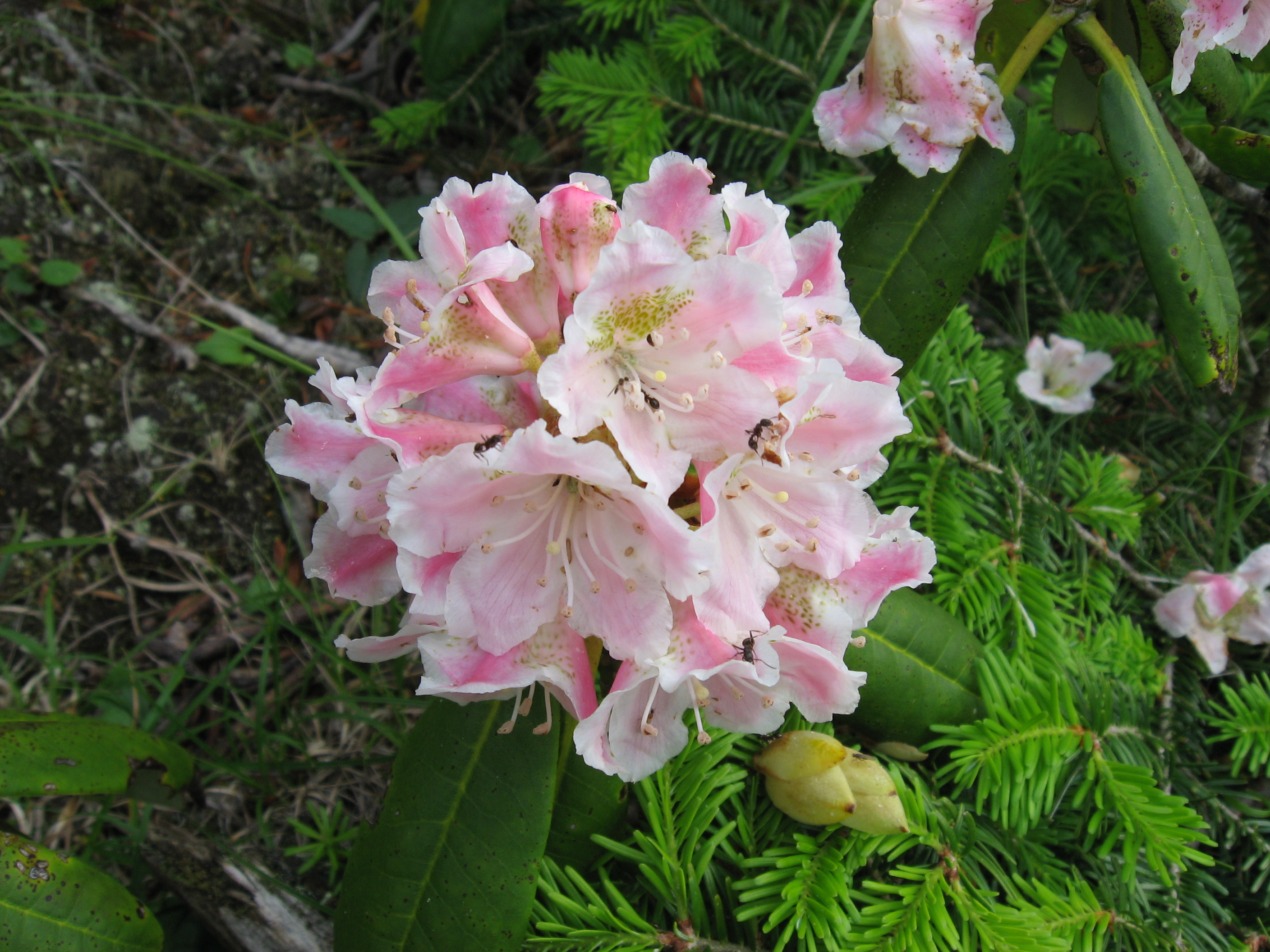
Rhododendron brachycarpum

Rhododendron caucasicum

### Синонимы
- Anthodendron Rchb.
- Azalea L.
- Biltia Small
- Candollea Baumg.
- Chamaerhododendron Mill.
- Diplarche Hook.f. & Thomson
- Hochenwartia Crantz
- Iposues Raf.
- Ledodendron F.de Vos
- Loiseleria Rchb.
- Menziesia Sm.
- Osmothamnus DC.
- Plinthocroma Dulac
- Rhodazalea Croux
- Rhodothamnus Lindl. & Paxton
- Stemotis Raf.
- Tsusiophyllum Maxim.
- Waldemaria Klotzsch

### Дальневосточные виды
На российском Дальнем Востоке растут 13 видов и 2 формы рододендрона:
- Рододендрон войлочный (Rhododendron tomentosum Harmaja)
- Багульник подбел (Rhododendron hypoleucum L.)
- Рододендрон золотистый (Rhododendron aureum Georgi)
  - Рододендрон подъельниковый (Rhododendron hypopitys Pojark.)
- Рододендрон короткоплодный (Rhododendron brachycarpum D.Don)
  - Рододендрон Фори, розовый (Rhododendron fauriae Franch. [syn.  Rhododendron brachycarpum auct.])
- Рододендрон мелколистный (Rhododendron parvifolium Adams)
- Рододендрон Адамса (Rhododendron adamsii Rehd.)
- Рододендрон остроконечный (Rhododendron mucronulatum Turcz.)
- Рододендрон даурский (Rhododendron dauricum L.)
- Рододендрон сихотинский (Rhododendron sichotense Pojark.)
- Рододендрон Чоноски (Rhododendron tschonoskii Maxim.)
- Рододендрон Шлиппенбаха (Rhododendron schlippenbachii Maxim.)
- Рододендрон камчатский (Rhododendron camtschaticum Pall.)
- Рододендрон Редовского (Rhododendron redowskianum Maxim.)

### Кавказские виды
- Рододендрон жёлтый (Rhododendron luteum Sweet)
- Рододендрон кавказский (Rhododendron caucasicum Pall.)
- Рододендрон понтийский (Rhododendron ponticum L.)
- Рододендрон Смирнова (Rhododendron smirnowii Trautv.)
- Рододендрон Унгерна (Rhododendron ungernii Trautv.)

## Культивация

### Посадка в условиях открытого грунта

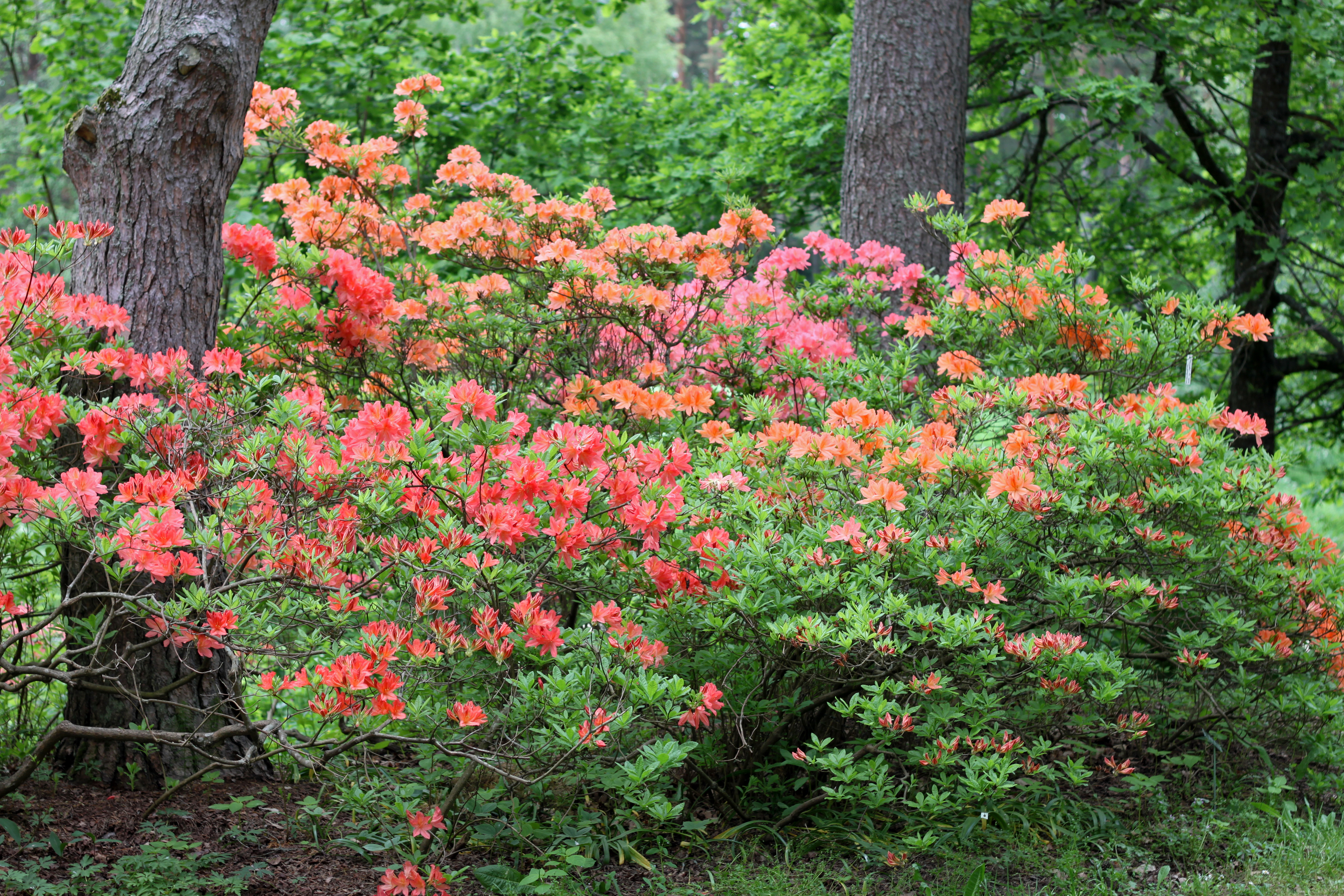
Rhododendron japonicum в Таллинском ботаническом саду

Рододендроны рекомендуется сажать в достаточно плодородную, рыхлую почвенную смесь с уровнем рН 4,5-5,5 (гибриды Инкаро до 6,5). Если почва на участке представлена тяжелым суглинком, её плотность необходимо снизить путем добавления крупного речного песка и органических компонентов. Легкие песчаные почвы рекомендуется улучшить путем их смешивания с измельченной корой сосны, хвоей, опилками, древесной щепой. На неподходящих почвах выкапывают яму до глубины 40-60 см, с устройством дренажа из щебня и песка, который предотвращает застой воды и гниение корней. Яма наполняется почвенной смесью из чернозема, крупного речного песка, верхового торфа (рН 4,0-4,5) в соотношении 1:3:3, с добавлением органического и комплексного минерального удобрения. Если чернозём плотный по механическому составу, то количество песка в смеси увеличивается до 5 частей. Глубина посадочного места может быть до 50-70 см (без учёта дренажного слоя), ширина 70-100 см (в зависимости от вида и сорта, размера прикорневого кома).

### Размножение
Черенки должны быть верхушечные и полуодревесневшие. Размер черенков 3—5 см длиной с 3—4 междоузлиями. Субстраты для укоренения черенков: торфяная земля в смеси с песком (2:1) или вересковая земля в смеси с песком (2:1). Укоренение производится при температуре 18—20 °C. В солнечные дни необходимо притенение. При появлении побегов с 2—3 листьями производится прищипка (всего в течение первого года развития черенка производится три прищипки). 
 Размножение семенами используют в работах по гибридизации.
Субстрат для взрослых растений: торфяная земля — 1 часть, хвойная земля (в случае её отсутствия используется листовая земля) — 1 часть, песок 1/2 части. Положительные результаты даёт применение обогащенного торфа — 1 часть и перлита — 2 части.
В условиях оранжереи зимняя температура содержания рододендронов 6—8 °С, в конце февраля — начале марта температуру повышают до 10—12 °С.
Для большинства рододендронов характерно поверхностное прорастание семян. Следовательно, в течение всего периода прорастания посевы должны получать достаточно света. Диапазон температур, для проращивания семян рододендронов в основном колеблется от +18 до +22 °С, для некоторых видов необходима холодная стратификация. При проращивании семян представителей рода Rhododendron свет играет определяющую роль, по сравнению с температурой. Положительные переменные температуры +16-20 °С, стимулируют прорастание семян, нежели постоянная температура +24 °С. Наилучший результат при проращивании семян в лабораторных условиях получен после их стратификации в холодильнике при +4 С° в течение суток, а также после обработки семян раствором препарата Эпин. Проращивание семян рекомендуется проводить в условиях закрытого грунта (в теплице), на поверхность почвы в посевных ящиках (низинный торф с песком 3:1) с комплексным минеральным удобрением для посева семян, из расчёта 10 г на ящик размером 30 × 45 см. При проращивании семян в условиях закрытого грунта (в теплице), на поверхность почвы в посевных ящиках (низинный торф с песком 3:1) рекомендуется наносить комплексное минеральное удобрение. Прорастание семян рододендронов на свету у большинства видов рододендронов незатрудненное и начинается на 8—10-й день.

### Зимовка
В условиях культивирования рододендронов в открытом грунте в умеренно-континентальном климате оптимальным способом защиты надземных частей растений в зимний период считается их укрытие зелёной притеняющей сеткой средней плотности (на открытых местах в 2 слоя). Вечнозеленые виды и сорта укрывают по каркасу, листопадные контактно.

## Садовая классификация
Рододендроны часто делят на две условные группы: Lepidotes и Elepidotes.
- Lepidote (Lepidote Group) к этой группе относят виды и сорта имеющие мельчайшие чешуйки на листьях, большая часть видов этой группы мелколистные. Примеры: Rhododendron groenlandicum, Rhododendron keiskei, Rhododendron lapponicum, Rhododendron minus, Rhododendron neoglandulosum, Rhododendron subarcticum.
- Elepidote (Elepidote Group) не имеют чешуек на листьях, большая часть видов крупнолистные. Азалии относят к elepidotes хотя они, как правило, имеют маленькие листья. Примеры: Rhododendron alabamense, Rhododendron albiflorum, Rhododendron arborescens, Rhododendron calendulaceum, Rhododendron canadense, Rhododendron prinophyllum, Rhododendron prunifolium, Rhododendron vaseyi, Rhododendron viscosum, Rhododendron catawbiense, Rhododendron macrophyllum, Rhododendron maximum, Rhododendron metternichii, Rhododendron williamsianum[25].

Известный селекционер рододендронов Рихард Кондратович в своей книге Рододендроны (1981 год) использовал классификацию А. Гофф. В основе системы Гофф лежит такой постоянный и характерный морфологический признак, как опушение. В зависимости от вида опушения все известные виды рододендронов делятся на три основные группы:
I группа — чешуйчатые. Листья покрыты чешуйками, особенно много их на нижней стороне листьев (кажется, что снизу листья покрыты мелкими точками). Листья вечнозелёные, у некоторых видов полувечнозелёные (листопадные только у Rh. mucronulatum Turcz.). У рододендронов этой группы листья у основания и на конце более заострённые, более мелкие, а на концах побегов не расположены так близко друг к другу, как у рододендронов двух других групп. Кроме чешуек на листьях иногда могут быть бахромчатые волоски.
II группа — клочковато-волосистые. Листья вечнозелёные, кожистые, длиной 4—30 см. (у Rh. sinogrande Balf. f. Smith ещё длиннее), реже более короткие (Rh. forrestii Balf. f. ex Diels), сверху в большинстве случаев голые, часто гладкие и блестящие, снизу от войлочных до голых, край листа нередко завернут. Наряду с клочковатыми встречаются и железистые волоски.
III группа — бахромчато-волосистые (листопадные рододендроны). Листья опадающие, мягкие, длиной 2—10 см, сверху и снизу покрыты бахромчатыми волосками или голые. Листья могут быть и полувечнозелёные, но тогда они кожистые, пергаментовидные, длиной 0,5—5,0 см (у Rh. ovatum Maxim, вечнозелёные). Кроме бахромчатых встречаются и железистые волоски.
Среди листопадных рододендронов (в садоводстве их часто называют азалиями) выделяют несколько условных групп:
- Ghent Hybrids. Созданы в Бельгии П. Мортье в 1820 году на основе скрещиваний рододендронов из восточной части Северной Америки[27].
- Mollis Hybrids. Созданы на основе Rhododendron molle, Rhododendron japonicum и близких видов. Первые сорта этой группы получены в Бельгии путём скрещивания растений выращенных из семян, собранных в Японии в 1861 году[27].
- Fraseri Group (Rhododendron × fraseri) George Fraser, 1912. Группа сортов созданная в Канаде в результате скрещивания Rhododendron canadense с Rhododendron molle ssp. japonicum.
- Occidentale Hybrids. Созданы на основе Rhododendron occidentale произрастающего на тихоокеанском побережье Северной Америки[27].
- Knap Hill Hybrids. Создавались в питомнике Knap Hill Nursery в Англии и были результатом селекционной программы по улучшению Ghent Hybrids[27].
- Exbury Hybrids. В 1922 году Лионель де Ротшильд из Exbury, получил несколько саженцев из питомника Knap Hill Nursery. Результатом работ по скрещиванию этих рододендронов и является группа Exbury Hybrids[27].
- Girard Hybrids. Созданы Peter Girard из США. Устойчивы к болезням и относительно зимостойки, некоторые сорта популярны и в настоящее время[27].
- Ilam Hybrids. Результат селекционный программы Edgar Stead из Новой Зеландии. Первоначально в скрещиваниях использовались Knap Hill Hybrids с видами из подсекции Luteum. В настоящее время в эту группу включают все азалии из Новой Зеландии[27].
- Slonecker Hybrids. Группа сортов полученных Howard Slonecker работавшим над созданием азалий хорошо адаптированных к климатическим условиям западного побережья Северной Америки. Эти гибриды выдерживают понижения температуры до −23 °C[27].
- Windsor Hybrids. В 1932 году Eric Savil получить саженцы Exbury Hybrids. В течение следующих 25 лет он производил их скрещивания получая до 10 000 растений в год. Лучшие из сеянцев были отобраны и введены в культуру[27].
- Rustica Flore Pleno Hybrids. Цветки махровые. Введены в культуру Charles Vuylsteke примерно в 1890 году в Бельгии. Их происхождение неизвестно[27].
- Eastern American Hybrids. Результат селекционной программы на основе местных видов проводимой с 1950 года североамериканскими садоводами и селекционерами. Целью программы была задача получить морозоустойчивые растения с длительным цветением и стойкостью к высоким летним температурам[27].
- Feliz and Dijkhuis Viscosum Hybrids. Группа сортов полученная в Нидерландах, первые сорта зарегистрированы в 1960-х годах[27].
- Northern Lights Hybrids (или Northern Lights Azalea Hybrids). Группа сортов с высокой зимостойкостью созданная в Университете Миннесоты. Работа над серией ультразимостойких рододендронов «Lights» была начата в 1930 году Альбертом Г. Джонсоном (англ. Albert G. Johnson), позднее к селекционной работе присоединились Леона Снайдер (англ. Leon Snyder) и англ. Harold Pellett. Первый сорт этой серии был выпущен в 1978 году. Этот университетский проект продолжается и по сей день, ведутся работы по созданию чисто красных сортов азалий и листопадных сортов, цветущих в конце лета. В группу входят следующие сорта: 'Orchid Lights' 'Apricot Surprise' 1987, 'Lemon Lights' 1996, 'Mandarin Lights' 1992, 'Northern Hi-Lights' 1994, 'Northern Lights' 1978, 'Golden Lights' 1986, 'Pink Lights' 1984, 'Rosy Lights' 1984, 'Spicy Lights' 1987, 'Tri Lights' 2003, 'White Lights' 1984[28].

## Некоторые сорта
Регистрацией сортов рододендронов занимается Королевское садоводческое общество. Дополнительную информацию о сортах можно получить на сайте American Rhododendron Society.
В представленном ниже списке, после названия сорта следует нижний предел температуры, который выдерживает растение в зимний период или зона морозостойкости.
- 'Abraham Lincoln' −32 °C
- 'April Rose' −32 °C
- 'Axel Tigerstedt' −32 °C
- 'Blue Steel' −26 °C
- 'Bravo!' −32 °C
- 'Buchlovice' 6a
- 'Casanova' −32 °C
- 'Caractacus' −32 °C
- 'Cornell Pink' −29 °С
- 'Dagmar' −27°С
- 'Edith Pride' −32 °С
- 'Florence Parks'
- 'Elviira' −32°С
- 'English Roseum' −32 °С
- 'Fantastica' −24°С
- 'Floda' −32°С
- 'Fireball' −29°С
- 'Frank Abbott' −34 °С
- 'Gradito' −28 °С
- 'Golden Eagle' −32 °С
- 'Golden Lights' −34 °С, или −40 °С
- 'Gudrun' −25 °С
- 'Haaga' −36 °С
- 'Hawaii' −32 °С
- 'Helgoland' −26 °C
- 'Hellikki' −34 °С
- 'Helsinki University' −32 °С
- 'Homebush' −18 °С
- 'Humboldt' −29 °С
- 'Il Tasso'
- 'Ignatius Sargent' −32 °С
- 'Irina'
- 'Jane Abbott' −32 °С
- 'Jane Abbott Pink' 4
- 'Jolie Madame' −32 °С
- 'Kalinka' −24 °С
- 'Karin Seleger' −32 °С
- 'Ken Janeck' −26 °С
- 'King Tut' −32 °С
- 'Krolova Jadwiga'
- 'Lavanda'
- 'Ledikanense' −27 °С
- 'Lee’s Dark Purple' −26 °С
- 'Lita' −35 °C
- 'Mandarin Lights' −37 °С
- 'Manitou' −25 °С
- 'Marketta' −32 °С
- 'Mauritz' −30 °С
- 'Mrs. Charles S. Sargent' −32 °С
- 'Mount Saint Helens' −32 °С
- 'Nabukko' 4
- 'Nepal' −32 °С
- 'Normandy' −29 °С
- 'Nova Zembla' −32 °С
- 'Orchid Lights' −37 °С
- 'Parade' −32 °С
- P.J.M. Group −32 °С
- 'P.M.A. Tigerstedt' −36 °С
- 'Pekka' −34 °С
- 'Pink Lights' −37 °С
- 'Pohjola’s Daughter' −34 °С
- 'Ponticum Roseum' −29 °С
- 'President Lincoln' −32 °С
- 'Purple Gem' −29 °С
- 'Purpureum Grandiflorum' −26 °С
- 'Ramapo' −28 °С
- 'Roseum Elegans' −32 °С
- 'Rosy Lights' −34 °С
- 'Saint Michel' −32 °С
- 'Sylphides' −32 °С
- 'Toucan' −29 °С
- 'Unelma'
- 'Weston’s Aglo' −32 °С
- 'Weston’s Lemon Drop' −37 °С
- 'Weston’s Popsicle' −31 °С
- 'Yaku Angel' −26 °С

## Рододендрон в литературе
Известно ироническое стихотворение Фета, где слово «рододендрон» нарочито повторяется с многократно подчёркнутым «элегантным» ударением на предпоследнем слоге, вместо привычного тогда «французского» ударения на последнем:

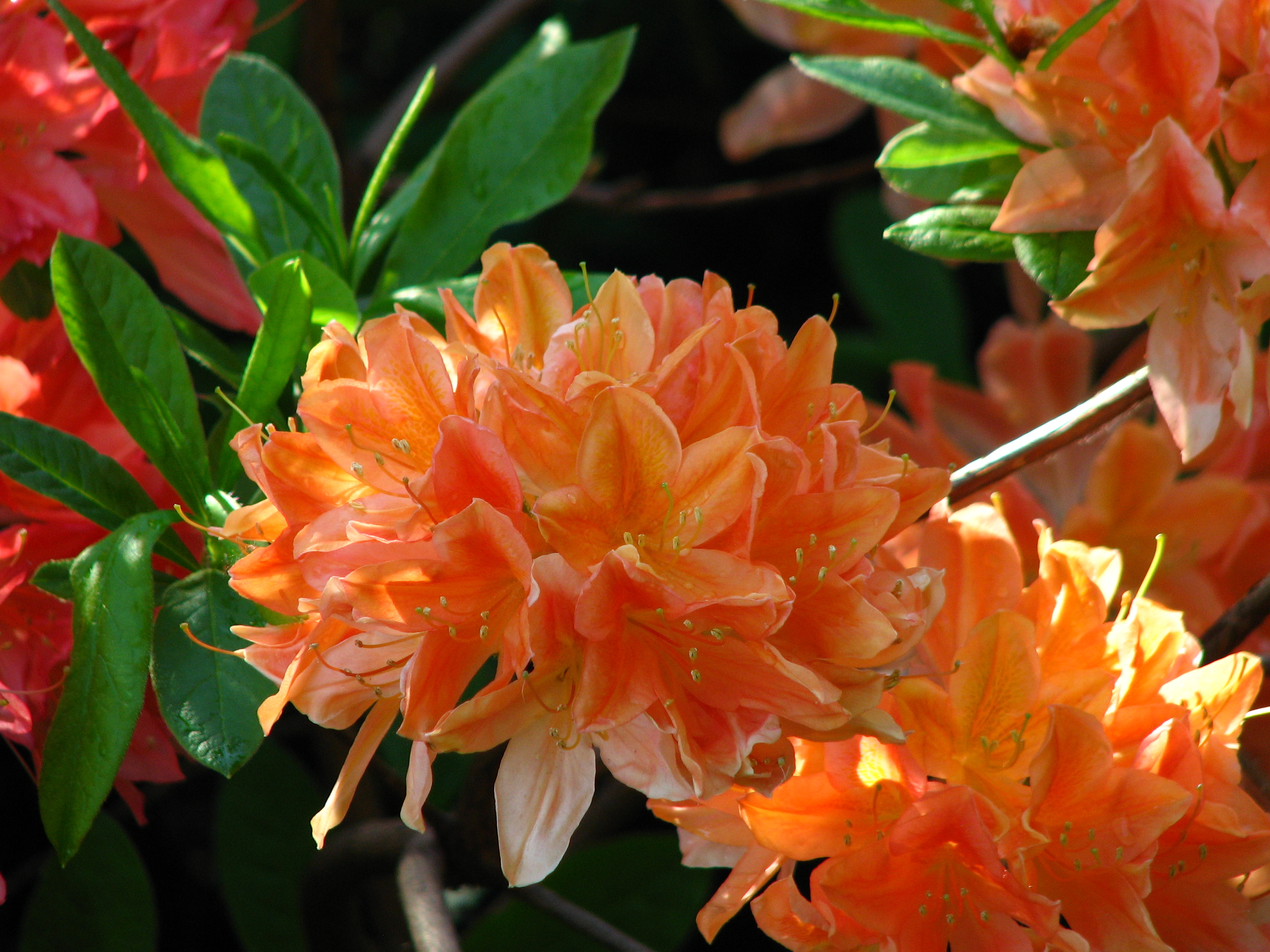

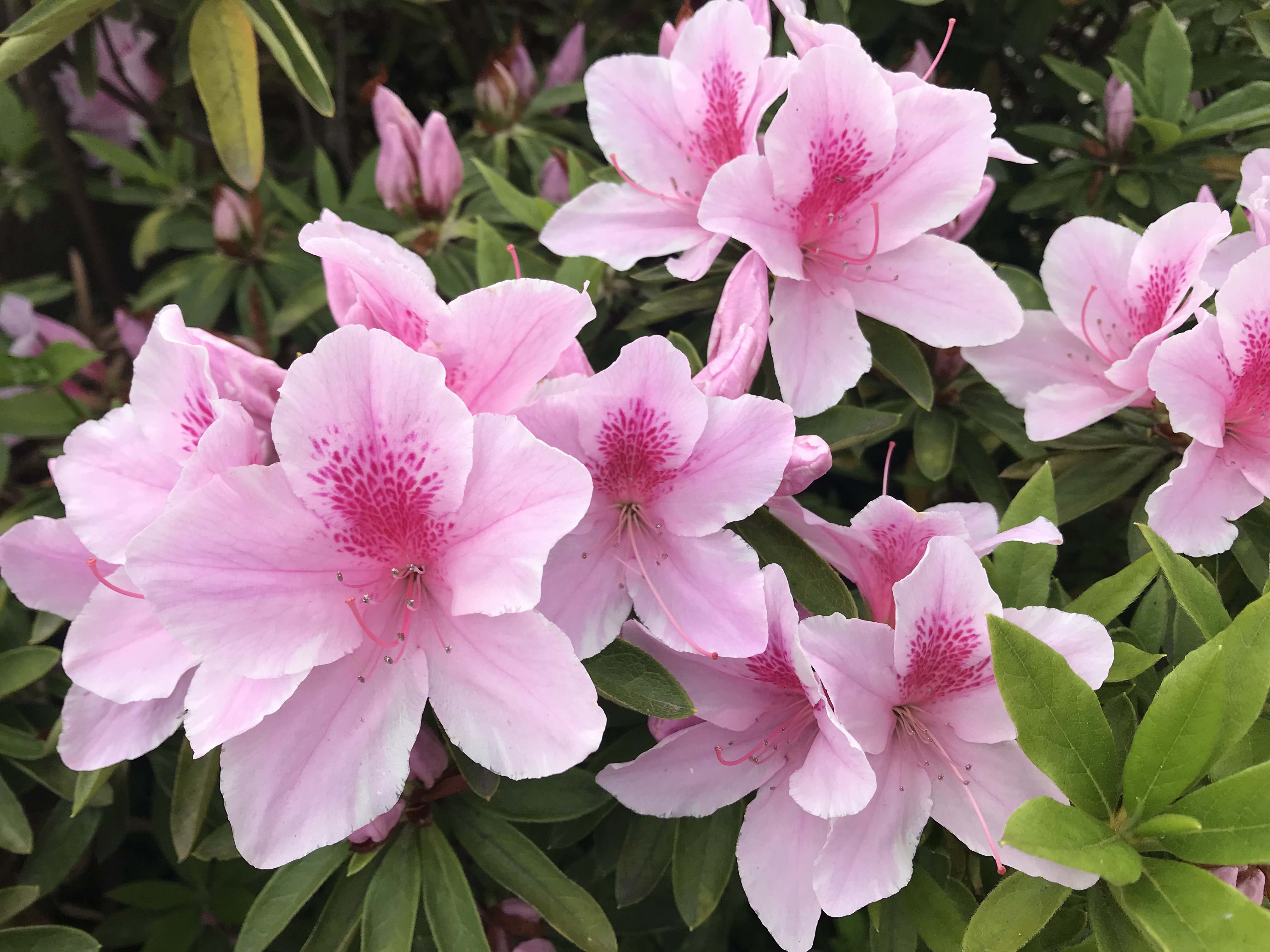

Рододендрон! Рододендрон!

Пышный цвет оранжереи,

Как хорош и как наряден

Ты в руках вертлявой феи!

Рододендрон! Рододендрон!

Рододендрон! Рододендрон!

Но в руках вертлявой феи

Хороши не только розы,

Хороши большие томы

И поэзии и прозы!

Рододендрон! Рододендрон!

Рододендрон! Рододендрон!

Хороши и все нападки

На поэтов, объявленья,

Хороши и опечатки,

Хороши и прибавленья!

Рододендрон! Рододендрон!